# Tipula (Lunatipula) trigona
Tipula (Lunatipula) trigona is een tweevleugelige uit de familie langpootmuggen (Tipulidae). De soort komt voor in het Palearctisch gebied.